# Lacalma albirufalis
Lacalma albirufalis är en fjärilsart som beskrevs av George Francis Hampson 1916. Lacalma albirufalis ingår i släktet Lacalma och familjen mott. Inga underarter finns listade i Catalogue of Life.